# I sette gladiatori
I sette gladiatori è un film del 1962 diretto da Pedro Lazaga.